# ابن حمزة المغربي
علي بن ولي بن حمزة المغربي أو النّسَّاب هو عالم رياضيات جزائري الأصل، من علماء القرن السادس عشر الميلادي البارزين في علم الرياضيات. ولد بالجزائر من أب جزائري وأم تركية، أحسن أبوه تعليمه وتأديبه طوال فترة نشأته. عُرف ابن حمزة المغربي بالنزاهة العلمية وبحسن السيرة والسلوك وبعلم الحساب، كان من العلماء الذين يتحرون الدقة والصدق في الكتابة والأمانة في النقل، اشتهر بلقب النساب لأنه كان ينسب كل مقالة أو بحث إلى صاحبه مثل ما ذكر عن كل من نقل عنهم في مؤلفاته من علماء العرب والمسلمين معترفاً بجميلهم، بعكس ما يجري عند علماء الغرب في ذلك الوقت، حيث كانوا ينسبون أعمال علماء العرب والمسلمون لأنفسهم بالإسنادات الخاطئة، وكان من علماء العرب والمسلمين المحبين للترجمة والتأليف، ألف كتابه في علم الحساب وهو تحفة الأعداد لذوي الرشد والسداد.

## النشأة
تعلم ابن حمزة في صباه القرآن وحفظ الحديث، وأظهر موهبة كبيرة في في علم الرياضيات. وعندما بلغ العشرين من عمره لم يكن بالجزائر معلم يعلمه فعزم أبوه أن يرسله إلى إسطنبول عند أهل أمه ويستكمل تحصيله العلمي هناك، فعاش فيها فترة زمنية يتعلم ويُعلِم علم الرياضيات، تعلم هناك العلم على يد علماء عاصمة الدولة العثمانية في عصر السلطان مراد بن سليم، وعند وصول ابن حمزة مرتبة عالية من العلم في إسطنبول أُلحق بعمل كخبير في الحسابات بديوان المال في قصر السلطان العثماني، كما هيأه إتقانه اللغتين العربية والتركية أن يُعلم أهل إسطنبول والوافدين عليها علوم الرياضيات. مكث ابن حمزة في منصبه حتى بلغه وفاة أبيه فاستقال من عمله رغبة في أن يرعى أمه.
عمل ابن حمزة بالجزائر في حوانيت أبيه التي كان يؤجرها لتجار فترة من الزمن، لكنه ما لبث أن باعها وباع البيت أيضاً، وذلك بعد أن قرر أن ينتقل هو وأمه إلى مكة المكرمة لأداء فريضة الحج والإقامة بجوار البيت الحرام. فقد كان ابن حمزة المغربي ملحاً بكافة أنواع العلوم المختلفة، ولكن كان أكثر حبه علم الحساب في رحله وترحاله لدرجة أنه في مكة عند أداء مناسك الحج قام بتدريس علم الحساب للحجاج فكان من المدرسين المتميزين في هذا المجال، وكان ابن حمزة يركز في تدريسه على المسائل الحسابية التي يستعملها الناس كل يوم وكذلك المسائل التي تدور حول أمور الإرث، وعندما بلغ الوالي العثماني بمكة عن حله المسألة المكية، طلب منه أن يعمل في ديوان المال، فمكث فيه نحو خمسة عشر عاماً، وخلال تلك الفترة عكف ابن حمزة على دراسة المتتاليات الحسابية والهندسية والتوافقية دراسة عميقة قادته في نهاية المطاف إلى وضع أسس علم اللوغاريتمات وهو العلم الذي سهل العمليات الحسابية المعقدة وخدم العلوم التطبيقية خدمة عظيمة، وكان يتقن اللغة التركية ودرس بها العلوم الرياضية، حتى أنه ألف فيها كتابه المشهو ر تحفة الأعداد لذوي الرشد والسداد وقد ورد اسم هذا الكتاب في كتاب كشف الظنون.

## مؤلفاته وأعماله
اشتغل ابن حمزة المغربي شأنه شأن أغلب العلماء المسلمين في عصره، بأكثر العلوم المعروفة آنذاك. ولم يُعْرَف بعد معظم إنتاجه العلمي سوى القليل منه فتوصل ابن حمزة، نتيجة لدراسة المتتاليات بأنواعها، إلى وضع اللبنة الأولى في الحساب اللغارتمي، وذلك بالربط بين متتالية هندسية ومتتالية حسابية. وقد مهد بأعماله الطريق لمن أتى بعده من العلماء لإجراء أبحاث في اللوغاريتمات.

### اللوغاريتمات
ابن حمزة المغربي هو مؤسس علم وواضع حجر الأساس لعلم اللوغاريتمات، ووضع الأساس لهذا العلم بسبب اهتمامه البالغ بالمتواليات العددية والهندسية والتوافقية، وكانت بحوثه في المتواليات هي الأساس الذي بني عليه هذا الفرع من رياضيات، فقد تكل عن الصلة بين المتوالية الحسابية الهندسية كلاماً جعله واضعاً لأصول اللوغاريتمات، وواضع اللبنات الأولى له. بالرغم من إصرار علماء الغرب على أن العالم الإسكتلندي جون نابيير هو المبتكر الحقيقي لعلم اللوغاريتمات، وأنكروا دور المغربي. فنجد في نص ابن حمزة المغربي الآتي:
أن أس الأساس لأي حد من حدود متوالية هندسية تبدأ بالواحد الصحيح، يساوي أسس الحدين اللذين حاصل ضربهما يساوي الحد المذكور ناقصاً واحد.
فكان اختراع علم اللوغاريتمات من نصيبه أما نابيير وبورجي فاعتبروا متواليات أخرى هندسية وعددية غير التي ذكرها ابن حمزة ولكنهم طبقوا عليها نظرية ابن حمزة المغربي، التي كانت أقرب للوصول إلى كشف الابتكار.

### كتاب تحفة الأعداد لذوي الرشد والسداد
يبحث الكتاب في المسائل الحسابية، وفي مسائل المساحات والحجوم، ونال هذا الكتاب إعجاب العديد من المؤرخين في العلوم، كما يقول قدري طوقان في كتابه تراث العرب العلمي في الرياضيات والفلك:
فعند مراجعة كتاب آثار باقية وقراءتنا لفصول كتاب تحفة الأعداد لذوي الرشد والسداد، ظهر لنا أن ابن حمزة المغربي، هو من علماء القرن السادس عشر الميلادي ومن الذين اشتغلوا بالرياضيات، وبرعوا وألفوا فيها المؤلفات القيمة، التي أفضت إلى تقدم بعض النظريات في الأعداد.
وكتبه ابن حمزة باللغة التركية في مكة المكرمة، الكتاب مُنسق على مقدمة تبحث في تعريف الحساب والترقيم وخاصة الأرقام الغبارية، ويحتوي أيضاً على أربع مقالات تشمل المقالة الأولى على الأعداد الصحيحة والعمليات الحسابية من جمع وطرح وضرب وقسمة، أما المقالة الثانية فتشمل الكسور والجذور وجمعها وضربها وطرحها وقسمتها، واستخراج الجذر التربيعي للأعداد الصحيحة، وكيفية إجراء العمليات الحسابية الأربعة على الأعداد الصم، واستخراج جذور الأعداد المرفوعة إلى القوة الثالثة والرابعة، وتبحث المقالة الثالثة على الطرق المختلفة لاستخراج قيمة المجهول وذلك باستخدام التناسب، وأخيرا تناول المقالة الرابعة التي تشمل مساحات الأشكال والأجسام الهندسية، اختتم المغربي كتابه بخاتمة احتوت على كثير من المسائل الجبرية والهندسية التي استعصى حلها على سابقيه ومعاصريه، وحلها بطرق رياضية لم يسبقه إليها أحد.

### المسألة المكية
وهي مسألة هندية عجز علماء الهند على حلها فطُرحت على علماء الرياضيات العرب آنذاك وأخذت بالانتشار والشهرة إلى أن حلّها ابن حمزة المغربي وأوردها في كتابه، كتاب تحفة الأعداد لذوي الرشد والسداد، وأعاد صياغتها كمسألة تعنى بمجال القسمة والإرث في حياة الإنسان الاجتماعية وسُميت بعد ذلك بالمسألة المكية لسماع ابن حمزة بها أثناء مكوثه في مكة. تنص المسألة على الآتي:
كان هناك رجل من الهند يملك 81 نخلة، النخلة الأولى تعطي في السنة رطلاً واحداً من التمر، والنخلة الثانية تعطي رطلين والثالثة تعطي 3 أرطال والرابعة 4 أرطال وهكذا إلى النخلة الواحدة والثمانون التي تعطي 81 رطلاً. مات هذا الرجل وعنده 9 أبناء، أوصى بأن يُعطى كل ابن 9 نخلات بشرط أن يكون جميع الأبناء متساوون في عدد الأرطال التي يحصلون عليها من هذه النخيل. فكيف يمكن تقسيم النخل بحيث يكون لكل ولد 9 نخلات تعطي نصيباً من التمر يساوي نصيب كل واحد من بقية الاخوة.
بعد أن عجز علماء الرياضيات في الهند على حل المسألة ذهب الولد الأكبر لمكة لأداء الحج ولطرح المسألة على العلماء العرب، فذهب لعالم الرياضيات ابن حمزة والذي كان أشهر علماء الرياضيات وقتها، فكان حله كالآتي:
وضع ابن حمزة المغربي جدولاً قسم فيه النخيل بالتتابع إلى تسع مجموعات كل مجموعة تحوي 9 نخلات بحيث تشمل المجموعة الأولى النخيل من النخلة رقم 1 إلى النخلة رقم 9 والمجموعة الثانية تحوي من نخلة 10 إلى 18 وهكذا مع الحفاظ على ترتيب النخلات في كل مجموعة من الاصغر إلى الأكبر وفي كل مجموعة نعطي النخيل أرقاماً من 0 إلى 8 مرتبةً تصاعدياً أو تنازلياً. وأعطي لكل واحد من الاخوة نخلة من كل مجموعة بحيث لا يأخذ أي واحد منهم نخلتان أو أكثر لهما نفس الترتيب في مجموعتيهما.

## وصلات خارجية
- البرنامج التليفزيوني: علماء المسلمين ابن حمزة المغربي.| - ع - ن - ت الرياضيات في عصر الحضارة الإسلامية | - ع - ن - ت الرياضيات في عصر الحضارة الإسلامية                                                                                                                                                                                                                                                                                                                                                                                                                                                                                                                                                                                                                                                                                                                                                                                                                                                                                                                                                                                                                                                                                                                                                                                                                                                                                                                                                                                                                                                                                                                                                                                                                                                                                                                                                                                                                                                                                                                                                                                                                                                                                                                                                                                                                                                                                                       | - ع - ن - ت الرياضيات في عصر الحضارة الإسلامية |
| ---------------------------------------------- | --- | ---------------------------------------------- |
| رياضياتيون                                     | \| القرن الثالث الهجري \| - عبد الحميد بن ترك - سند بن علي - العباس بن سعيد الجوهري - الحجاج بن يوسف بن مطر - قسطا بن لوقا - أبو عبد الله محمد بن عيسى الماهاني - أبو حنيفة الدينوري - يوسف الخوري - إسحاق بن حنين - يعقوب بن إسحاق الكندي - أبو عبد الله محمد بن عيسى المهاني - بنو موسى - حنين بن إسحاق - محمد بن موسى الخوارزمي - ثابت بن قرة - نعيم بن موسى - سهل بن بشر - أحمد بن عبد الله المروزي - أبو سعيد الجرجاني \| \| القرن الرابع الهجري \| - عبد الرحمن بن عمر الصوفي - أبو الوفاء البوزجاني - أبو جعفر الخازن - أبو كامل شجاع بن أسلم - أبو الحسن الإقليدسي - أبو محمود الخجندي - أحمد بن يوسف - أبو العباس النيريزي - أبو حامد الساجاني - إخوان الصفا - ابن سهل - ابن يونس المصري - إبراهيم بن سنان - محمد بن جابر بن سنان البتاني - سنان بن ثابت - أبو الفتح الأصفهاني - نظيف بن يمن - أبو سهل القوهي - القبيصي - أحمد بن يوسف البغدادي - السيدناني - سنان بن الفتح الحراني - ابن يونس المنجم - ابن الليث - مسلمة المجريطي - محمد بن عبدون الجبلي \| \| القرن الخامس الهجري \| - إبراهيم بن يحيى الزرقالي - منصور بن عراق - أبو الريحان البيروني - ابن الهيثم - ابن معاذ الجياني - أبو بكر الكرجي - السجزي - علي بن أحمد النسوي - ابن سينا - عبد القاهر البغدادي - كوشيار - المؤتمن بن هود - إبراهيم بن سعيد السهلي - محمد بن عبد الباقي الأنصاري - المظفر الاسفزاري - أصبغ المهري \| \| القرن السادس الهجري \| - عبد الرحمن الخازني - السموأل بن يحيى المغربي - عمر الخيام - جابر بن أفلح - أبو بكر الحصار - ابن الياسمين - محمد بن أحمد بن بشر المروزي - علم الدين البغدادي \| \| القرن السابع الهجري \| - محيي الدين المغربي - نصير الدين الطوسي - شمس الدين السمرقندي - شرف الدين الطوسي - ابن الهائم الإشبيلي - أحمد بن علي البوني - ابن منعم العبدري - قيصر تعاسيف - علي بن عدلان - مؤيد الدين العرضي - أثير الدين الأبهري - الحسن المراكشي \| \| القرن الثامن الهجري \| - يعيش بن إبراهيم الأموي - ابن البناء المراكشي - ابن الشاطر - كمال الدين الفارسي - شمس الدين أبو عبد الله الخليلي - قطب الدين الشيرازي - أبو العباس القلقشندي - ابن الدريهم \| \| القرن التاسع الهجري \| - أبو الحسن علي القلصادي - القوشجي - غياث الدين الكاشي - قاضي زاده الرومي - ألغ بك - ابن المجدي - عبد العزيز الوفائي - سبط المارديني - نظام الدين النيسابوري \| \| القرن العاشر الهجري \| - عبد العلي البيرجندي - محمد باقر اليزدي - تقي الدين الشامي - ابن حمزة المغربي - ابن غازي المكناسي \| \| القرن الثاني عشر الهجري \| - الكلنبوي \| |                                                |
| الكتب                                          | - صور الكواكب الثمانية والأربعين - المناظر - رسالة في قدر منفعة صناعة الطب - رسائل إخوان الصفا - جداول طليطلة - نزهة المشتاق في اختراق الآفاق - المختصر في حساب الجبر والمقابلة - كتاب الشفاء - زيج - معرفة مساحة الأشكال البسيطة والكرية - الزيج الإلخاني - الزيج السلطاني - أصول الحساب الهندي |                                                |
| مفاهيم                                         | - مسألة ابن الهيثم - زخارف هندسية إسلامية |                                                |
| مراكز                                          | - جامعة الأزهر - المدرسة المستنصرية - دار الحكمة - بيت الحكمة - مرصد تقي الدين في الآستانة - المدارس الإسلامية - الكتاتيب - مرصد مراغة - جامعة القرويين - مكتبة الأندلس |                                                |
| تأثرت بـ                                       | - الرياضيات البابلية - الرياضيات اليونانية - الرياضيات الهندية |                                                |
| أثرت في                                        | - رياضيات بيزنطية - تاريخ الرياضيات - رياضيات هندية |                                                |
| ذات صلة                                        | - مبادرة المخطوطات الإسلامية العلمية |                                                |
| القرن الثالث الهجري                            | - عبد الحميد بن ترك - سند بن علي - العباس بن سعيد الجوهري - الحجاج بن يوسف بن مطر - قسطا بن لوقا - أبو عبد الله محمد بن عيسى الماهاني - أبو حنيفة الدينوري - يوسف الخوري - إسحاق بن حنين - يعقوب بن إسحاق الكندي - أبو عبد الله محمد بن عيسى المهاني - بنو موسى - حنين بن إسحاق - محمد بن موسى الخوارزمي - ثابت بن قرة - نعيم بن موسى - سهل بن بشر - أحمد بن عبد الله المروزي - أبو سعيد الجرجاني |                                                |
| القرن الرابع الهجري                            | - عبد الرحمن بن عمر الصوفي - أبو الوفاء البوزجاني - أبو جعفر الخازن - أبو كامل شجاع بن أسلم - أبو الحسن الإقليدسي - أبو محمود الخجندي - أحمد بن يوسف - أبو العباس النيريزي - أبو حامد الساجاني - إخوان الصفا - ابن سهل - ابن يونس المصري - إبراهيم بن سنان - محمد بن جابر بن سنان البتاني - سنان بن ثابت - أبو الفتح الأصفهاني - نظيف بن يمن - أبو سهل القوهي - القبيصي - أحمد بن يوسف البغدادي - السيدناني - سنان بن الفتح الحراني - ابن يونس المنجم - ابن الليث - مسلمة المجريطي - محمد بن عبدون الجبلي |                                                |
| القرن الخامس الهجري                            | - إبراهيم بن يحيى الزرقالي - منصور بن عراق - أبو الريحان البيروني - ابن الهيثم - ابن معاذ الجياني - أبو بكر الكرجي - السجزي - علي بن أحمد النسوي - ابن سينا - عبد القاهر البغدادي - كوشيار - المؤتمن بن هود - إبراهيم بن سعيد السهلي - محمد بن عبد الباقي الأنصاري - المظفر الاسفزاري - أصبغ المهري |                                                |
| القرن السادس الهجري                            | - عبد الرحمن الخازني - السموأل بن يحيى المغربي - عمر الخيام - جابر بن أفلح - أبو بكر الحصار - ابن الياسمين - محمد بن أحمد بن بشر المروزي - علم الدين البغدادي |                                                |
| القرن السابع الهجري                            | - محيي الدين المغربي - نصير الدين الطوسي - شمس الدين السمرقندي - شرف الدين الطوسي - ابن الهائم الإشبيلي - أحمد بن علي البوني - ابن منعم العبدري - قيصر تعاسيف - علي بن عدلان - مؤيد الدين العرضي - أثير الدين الأبهري - الحسن المراكشي |                                                |
| القرن الثامن الهجري                            | - يعيش بن إبراهيم الأموي - ابن البناء المراكشي - ابن الشاطر - كمال الدين الفارسي - شمس الدين أبو عبد الله الخليلي - قطب الدين الشيرازي - أبو العباس القلقشندي - ابن الدريهم |                                                |
| القرن التاسع الهجري                            | - أبو الحسن علي القلصادي - القوشجي - غياث الدين الكاشي - قاضي زاده الرومي - ألغ بك - ابن المجدي - عبد العزيز الوفائي - سبط المارديني - نظام الدين النيسابوري |                                                |
| القرن العاشر الهجري                            | - عبد العلي البيرجندي - محمد باقر اليزدي - تقي الدين الشامي - ابن حمزة المغربي - ابن غازي المكناسي |                                                |
| القرن الثاني عشر الهجري                        | - الكلنبوي |                                                |